# Les Grands Moyens
Pour l’article homonyme, voir Les Grands Moyens (film).
Les Grands Moyens est une pièce de théâtre française représentée pour la première fois le 5 octobre 2012 au théâtre de la Gaîté-Montparnasse à Paris. Ce spectacle est diffusé sur Paris Première le 31 mai 2014. Elle se poursuit jusqu'au 31 mai 2014 au théâtre des Béliers parisiens à Paris.

## Résumé
Laura a quitté Léo. Léo décide de dégoûter Laura des hommes pour pouvoir la récupérer. La cousine de Laura va tout faire pour récupérer Léo après sa rupture et Max va essayer de séduire sa patronne qui est la cousine de Laura. Pendant que Laura va tomber amoureuse de Max.

## Distribution
- Max : Cyril Garnier
- Léo : Guillaume Sentou
- Laura : Magalie Godenaire ou Sabine Perraud (elle la remplace du 2 juillet au 4 août 2014)
- Salomé : Andréa Bescond ou Marie Montoya (elle la remplace à partir de 2014)